# Chambers Point (Nowa Szkocja)
Chambers Point – przylądek (point) w kanadyjskiej prowincji Nowa Szkocja, w hrabstwie Colchester (45°45′09″N, 63°15′17″W), wysunięty w zatokę Barrachois Harbour, na jej północno-zachodnim brzegu; nazwa urzędowo zatwierdzona 29 czerwca 1943.